# Trianaea
Genre
Trianaea est un genre de plantes de la famille des Solanaceae.